# 猶太區警察

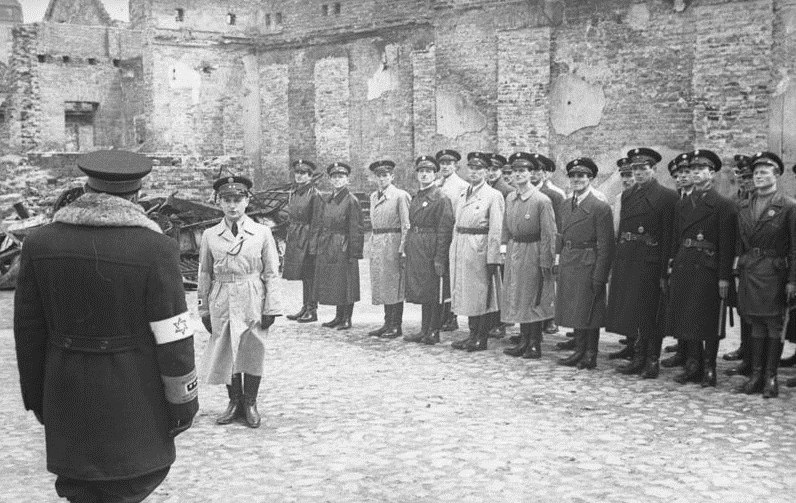
華沙猶太人區的猶太人區警察

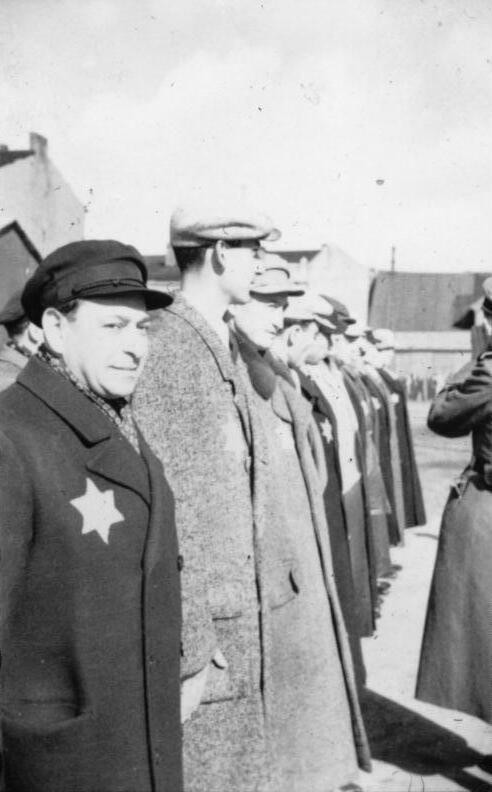
波蘭羅茲猶太人區警察

猶太人區警察（德語： 或 ），猶太人則稱其為猶太警察，是1939年至1944年間在納粹德國佔領的猶太人區下由猶太人委員會遵循納粹指令選出的輔助警察。

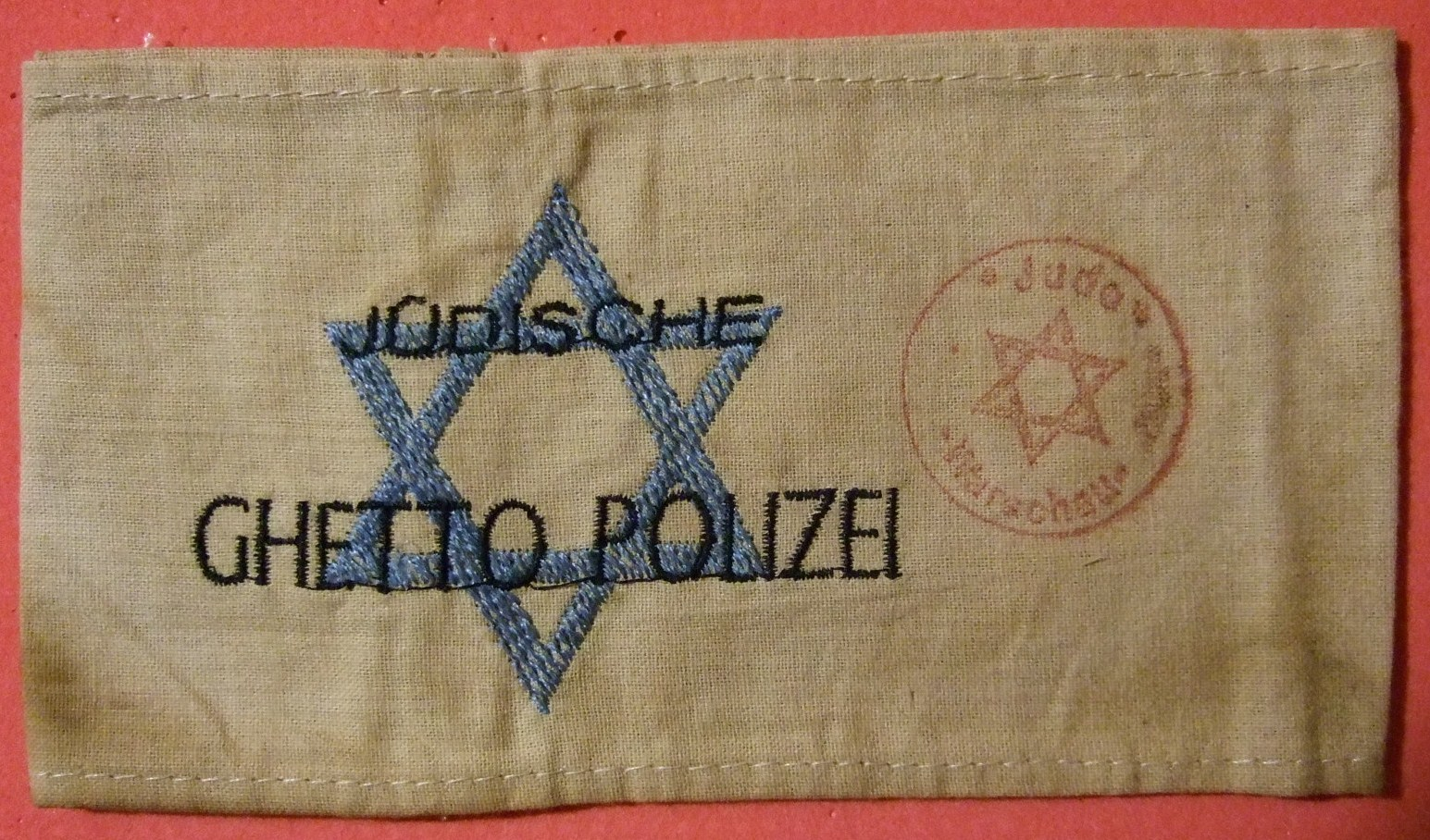
華沙猶太人區警察的臂章

## 簡介
猶太人區警察沒有官方制服，不被允許持有火器。他們最初被用作押運猶太人前往集中營之用。這些警察與他們監管的社區可以有微弱的溝通、聯繫聽從納粹的號召。 第一個華沙猶太人區警察指揮官是波蘭裔猶太上校Józef Szeryński，他曾從地下猶太戰鬥組織的一名成員Yisrael Kanal的暗殺下倖存。
華沙猶太人區警察也是最大的猶太人區警察單位之一，成員數一度達到二千五百人，其次的羅茲猶太人區警察約一千二百人，利沃夫隔都則有五百人。

## 外部連結
- Jüdischer Ordnungsdienst （页面存档备份，存于） Yad Vashem
- The relations between Judenrat and the Jewish police （页面存档备份，存于）
- (Photo) Jewish Police in Westerbork camp （页面存档备份，存于）
- (Photo) Jewish Police Station in the 4th precinct of the Warsaw ghetto （页面存档备份，存于）